# Томас Чипъндейл
Томас Чипъндейл (1718 – 1779) е английски мебелист със силно влияние както в Англия, така и в Америка.
Израства в семейство с традиции в дървообработващите занаяти и вероятно придобива тези умения от баща си.
През 1753 г. Чипъндейл се премества на улица „Сейнт Мартинс Лейн“, Лондон, където през следващите 60 години се развива семейният бизнес. Публикува първото издание на „Ръководство за джентълмени и мебелисти“ през 1754 г. със 161 илюстрации на негови модели.
Тези модели налагат модата при обзавеждането за този период и се използват от много други производители на мебели. Моделите на Чипъндейл са в различни стилове, включително рококо, китайски стил, готически и дори неокласически стил. В музея „Виктория и Албърт“ в Лондон се пази т. нар. легло „Бадминтън“ с характерен балдахин.
Чипъндейл умира от туберкулоза на 13 ноември 1779 г.